# Hedwigia integrifolia
Hedwigia integrifolia là một loài Rêu trong họ Hedwigiaceae. Loài này được P. Beauv. mô tả khoa học đầu tiên năm 1805.